# Grupa Azoty Automatyka
Grupa Azoty Automatyka Sp. z o.o. (skrócona nazwa: GA AUTOMATYKA) – spółka projektowo-wykonawcza, wchodząca w skład Grupy Kapitałowej Polskie Konsorcjum Chemiczne sp. z o.o., należącej do Grupy Azoty S.A. (dawne Zakłady Azotowe w Tarnowie-Mościcach S.A.), z siedzibą w Tarnowie. Oferuje usługi z zakresu prac projektowych i wykonawczych, rozruchu, obsługi oraz serwisowania systemów pomiarów i sterowania (m.in. automatyka i analityka przemysłowa, systemy bezpieczeństwa, radiologia i termowizja), a także elektroenergetyki.

## Akcjonariat spółki
Grupa Azoty Polskie Konsorcjum Chemiczne Sp. z o.o. – 77,86%.

## Władze
- Artur Maciejczyk – prezes zarządu,
- Jerzy Woliński – przewodniczący rady nadzorczej[8].

## Historia
Jednostka Zakładów Azotowych w Tarnowie-Mościcach S.A. – Zakład Pomiarów i Automatyki – funkcjonowała od 1927 r., a w 1997 r. została ona przeobrażona w spółkę Automatyka sp. z o.o. Dwa lata później, w 1999 r., jednostki Automatyka i Elektryczna (wydzielona z Zakładów Azotowych „Kędzierzyn” S.A.), utworzyły spółkę o nazwie Aster ZAK.
W 2011 r. Polskie Konsorcjum Chemiczne Sp. z o.o. weszło w posiadanie 72% udziałów spółki Automatyka sp. z o.o. oraz 100% akcji spółki Aster ZAK, przejmując zarządzanie nad spółkami zależnymi Grupy Kapitałowej Azoty Tarnów. W ramach restrukturyzacji i konsolidacji spółek zależnych, w 2012 r. doszło do połączenia spółek Automatyka Sp. z o.o. i Aster ZAK.
19 kwietnia 2013 r. miała miejsce zmiana nazwy spółki, na Grupa Azoty Automatyka sp. z o.o.
Spółka zatrudnia ok. 380 pracowników.

## Kluczowi klienci
- Grupa Azoty S.A.
- Grupa Azoty ZAK S.A.
- Grupa LOTOS S.A.
- PGNiG S.A.
- PKN Orlen S.A.
- PGE Elektrownia Bełchatów S.A.
- ENEA Wytwarzanie S.A.
- ENERGA Elektrownie Ostrołęka
- PKE Elektrociepłownia Katowice
- Polskie LNG S.A.
- PCC Rokita
- Vattenfall
- RAFAKO S.A.
- Nestlé Polska S.A.
- ArcelorMittal Poland S.A.
- Wojsko Polskie
- BIOAGRA S.A.
- Synthesia Pardubice (Czechy)
- Pearl GLT Ras Laffan (Katar)
- Polskie LNG

## Nagrody i wyróżnienia
Grupa Azoty Automatyka Sp. z o.o. jest laureatem następujących nagród i wyróżnień:
- 2006: Gazele Biznesu;
- 2007: Gazele Biznesu;
- 2008: Gazele Biznesu;
- 2009: Gazele Biznesu, Solidny Pracodawca Małopolski, Gepard Biznesu, Certyfikat Wiarygodności Biznesowej;
- 2010: Gazele Biznesu, Diament Forbes’a;
- 2011: Gazele Biznesu, Certyfikat Wiarygodności Biznesowej;
- 2012: Gazele Biznesu, Gepard Biznesu, Certyfikat Wiarygodności Biznesowej, Skrzydła Biznesu, Dynamiczna Firma;
- 2013: Gazele Biznesu, Gepard Biznesu, Certyfikat Wiarygodności Biznesowej, Mocna Firma Godna Zaufania, Menedżer Roku (wyróżnienie dla Prezesa Zarządu Spółki);
- 2014: Nagroda PCBC za promowanie międzynarodowych standardów jakości, Diament Forbes’a;
- 2015: Firma Godna Zaufania;
- 2016: Firma Godna Zaufania.